# Visigoth
Visigoth (engl.: Westgote) ist eine US-amerikanische Metalband aus Salt Lake City.

## Geschichte
Die Band gründete sich im Jahre 2010, als der Sänger Jake Rogers seinen Freund und Gitarristen Leeland Campana anrief und mit ihm eine neue Band starten wollte. Rogers war zuvor schon an einigen Black-Metal-Projekten wie Caladan Brood beteiligt gewesen. Visigoth benannte sich nach den Westgoten, einem germanischen Volk, das im Jahre 410 Rom geplündert hatte. Noch im selben Jahr veröffentlichte die noch aus zwei Musikern bestehende Band das Demo Vengeance. Zwei Jahre später folgte die EP Final Spell, die mit dem Gitarristen Jamison Palmer, dem Bassisten Matt Brotherton und dem Schlagzeuger Mike Treseder eingespielt wurde. Im April 2014 wurden Visigoth von Metal Blade Records unter Vertrag genommen. Kurz danach nahm die Band mit dem Produzenten Andy Patterson ihr Debütalbum The Revenant King auf, dass am 27. Januar 2015 veröffentlicht wurde. Das Album enthält eine Coverversion des Liedes Necropolis von Manilla Road. Ein Jahr später waren Visigoth mit dem Lied Final Spell auf der Kompilation Metal Massacre 14 vertreten. Visigoth spielten 2017 auf dem Festival Keep It True. Am 9. Februar 2018 wurde das zweite Studioalbum Conqueror’s Oath veröffentlicht, das auf Platz 86 der deutschen und Platz 93 der Schweizer Albumcharts einstieg. Es folgte eine Europatournee. Im Sommer des gleichen Jahres trat die Band beim Festival Bang Your Head auf. Bei den Metal Hammer Awards 2018 wurde die Band in der Kategorie Up and Coming und das Lied Warrior Queen in der Kategorie Metal Anthem nominiert. Die Preise gingen jedoch an die Bands Cypecore bzw. Dimmu Borgir. Für das Frühjahr 2019 kündigte die Band eine Europatournee mit den Vorgruppen Bewitcher und Resistance sowie einen Auftritt beim Rock Hard Festival an. Darüber hinaus veröffentlicht die Band die 7″-Single Bells of Awakening.

## Diskografie

### Alben
| Jahr | Titel Musiklabel                      | Höchstplatzierung, Gesamtwochen, AuszeichnungChartplatzierungen (Jahr, Titel, Musiklabel, Platzierungen, Wochen, Auszeichnungen, Anmerkungen) | Höchstplatzierung, Gesamtwochen, AuszeichnungChartplatzierungen (Jahr, Titel, Musiklabel, Platzierungen, Wochen, Auszeichnungen, Anmerkungen) | Anmerkungen                           |
| Jahr | Titel Musiklabel                      | DE | CH | Anmerkungen                           |
| ---- | ------------------------------------- | --- | --- | ------------------------------------- |
| 2015 | The Revenant King Metal Blade Records | — | — | Erstveröffentlichung: 27. Januar 2015 |
| 2018 | Conqueror’s Oath Metal Blade Records  | DE86 (1 Wo.)DE | CH93 (1 Wo.)CH | Erstveröffentlichung: 9. Februar 2018 |

### Sonstige
- 2010: Vengeance (Demo)
- 2012: Final Spell (EP)
- 2014: Dungeon Master (Single)
- 2019: Bells of Awakening (7″-Single)

## Auszeichnungen
Metal Hammer Awards
| Jahr         | Kategorie     | für       | Resultat  |
| ------------ | ------------- | --------- | --------- |
| 2018         | Up and Coming | Visigoth  | Nominiert |
| Metal Anthem | Warrior Queen | Nominiert |           |